# イルカの夏
『イルカの夏』（イルカのなつ）は、木村佳乃のファーストシングル。

## 解説
- ハウス食品「スープスパゲッティ」CMソング(本人出演)。

## 収録曲
1. イルカの夏
作詞：工藤哲雄　作曲・編曲：久保こーじ
2. SUNNY SIDE STORY
作詞：工藤哲雄　作曲・編曲：久保こーじ
3. イルカの夏（back tracks）